# Fototipo
Il fototipo di una persona è una classificazione utilizzata in dermatologia, determinata sulla qualità e sulla quantità di melanina presente in condizioni basali nella pelle. Esso indica le reazioni della pelle all'esposizione alla radiazione ultravioletta ed il tipo di abbronzatura che è possibile ottenere tramite essa.
Conoscere il proprio fototipo è il punto di partenza fondamentale per preservare la salute della propria pelle e per comportarsi correttamente durante l'esposizione alla radiazione ultravioletta della luce solare.
La luce visibile all'occhio umano, tramite un meccanismo complesso, blocca la produzione della melatonina (la quale viene dunque prodotta in buio ed è sua volta un farmaco contro l'insonnia). La produzione della melatonina consuma la serotonina che ne è il precursore. Esposti gli occhi alla luce visibile del sole, più serotonina rimane fuori da tale processo e potenzialmente disponibile (reazione opposta avviene indossando occhiali da sole protettivi). La serotonina è un fattore stimolante la secrezione di ormone della crescita (il cui principale antagonista è la melatonina), mentre ha un effetto opposto, cioè deprimente, sul testosterone. 
La luce ultravioletta stimola anche la produzione della vitamina D a livello cutaneo e degli ormoni, e la melanina, sintetizzata a partire dallo stesso aminoacido (tirosina) che è anche la materia prima della dopamina (un'altra sostanza coinvolta nella regolazione dell'umore e dell'ansia). Perciò la luce solare alza la serotonina e il testosterone (tramite la vitamina D), e in seconda istanza agisce su melanina e dopamina.

## I sei fototipi
La dermatologia distingue sei tipi di fototipo (classificazione Fitzpatrick), a seconda delle caratteristiche dell'individuo e della reazione all'esposizione ai raggi ultravioletti. La pelle di ogni persona, a seconda del fototipo contiene una certa quantità di melanina, la sostanza responsabile dell'abbronzatura: Il fototipo VI è quello che ne contiene di più, mentre il fototipo I è quello che ne contiene di meno; la quantità di melanina presente nelle persone di fototipo I è nulla (albinismo) o comunque estremamente scarsa, e proprio per questo anche una minima esposizione alla luce solare può essere pericolosa per la pelle e la salute.

### Tabella generale
|                              | Fototipo I                                       | Fototipo Il          | Fototipo III         | Fototipo IV                 | Fototipo V                | Fototipo VI                                                             |
| ---------------------------- | ------------------------------------------------ | -------------------- | -------------------- | --------------------------- | ------------------------- | ----------------------------------------------------------------------- |
| Carnagione della pelle       | Lattea/rossastra                                 | Molto chiara         | Mediamente chiara    | Leggermente scura/olivastra | Scura/mulatta             | Scurissima/nera                                                         |
| Colore degli occhi           | Azzurri chiari/grigi                             | Azzurri/verdi        | Verdi scuri          | Marroni                     | Marroni                   | Marroni scuri                                                           |
| Colore dei capelli           | Rossi o biondi chiari                            | Biondi normali       | Biondi scuri/castani | Castani                     | Neri                      | Neri                                                                    |
| Lentiggini sulla pelle       | Moltissime                                       | Molte                | Alcune               | Pochissime                  | Nessuna                   | Nessuna                                                                 |
| Scottature                   | Sempre                                           | Molto spesso         | Spesso               | Talvolta                    | In casi rari              | Mai                                                                     |
| Tipo di abbronzatura         | Inesistente                                      | lieve e difficoltosa | Dorata e graduale    | Abbastanza intensa e rapida | Molto intensa e immediata | Intensissima e immediata                                                |
| SPF per le prime esposizioni | 50+ (molto alto)                                 | 50 (alto)            | 30 (alto)            | 20/15 (medio)               | 10 (basso)                | 6 (basso)                                                               |
| SPF a pelle già abbronzata   | 50+/50 (molto alto o alto)                       | 30 (alto)            | 20/15 (medio)        | 10 (basso)                  | 6 (basso)                 | Nessuno (6 in caso di esposizioni prolungate o sotto elevato indice UV) |
| Max. indice UV tollerato     | Consulta: Indice UV § Indice di danno alla pelle |                      |                      |                             |                           |                                                                         |

#### Attenzione ai bambini
I bambini, a parità di fototipo, hanno una pelle più sensibile al Sole, e in ogni caso vanno protetti con creme ad alto fattore protettivo.

### Caratteristiche contrastanti
Seguendo le indicazioni riportate nella tabella precedente, tutte le persone con un certo tipo di pelle hanno lo stesso colore di occhi e di capelli, ma in realtà non sempre è così. In ogni caso bisogna ricordare che, per le persone con colori di occhi, capelli e pelle diversi, il fattore più determinante del fototipo è sicuramente la carnagione della pelle.
Ad esempio gli albini o chi soffre di leucodermia acquisita estesa (esempio vitiligine universale estesa e diffusa) hanno di fatto il fototipo I come colore della pelle ma spesso caratteristiche diverse dal fototipo I "naturale" (ad esempio capelli bianchi negli albini, oppure occhi e capelli scuri abbinati a melanina assente, lentiggini non presenti, ecc.).